# Nephila comorana
Espèce
Nephila comorana est une espèce d'araignées aranéomorphes de la famille des Araneidae.

## Distribution
Cette espèce est endémique de l'archipel des Comores. Elle se rencontre aux Comores à la Grande Comore, à Mohéli et à Anjouan et à Mayotte.

## Description
Le mâle syntype mesure 3 mm et la femelle syntype 28 mm.

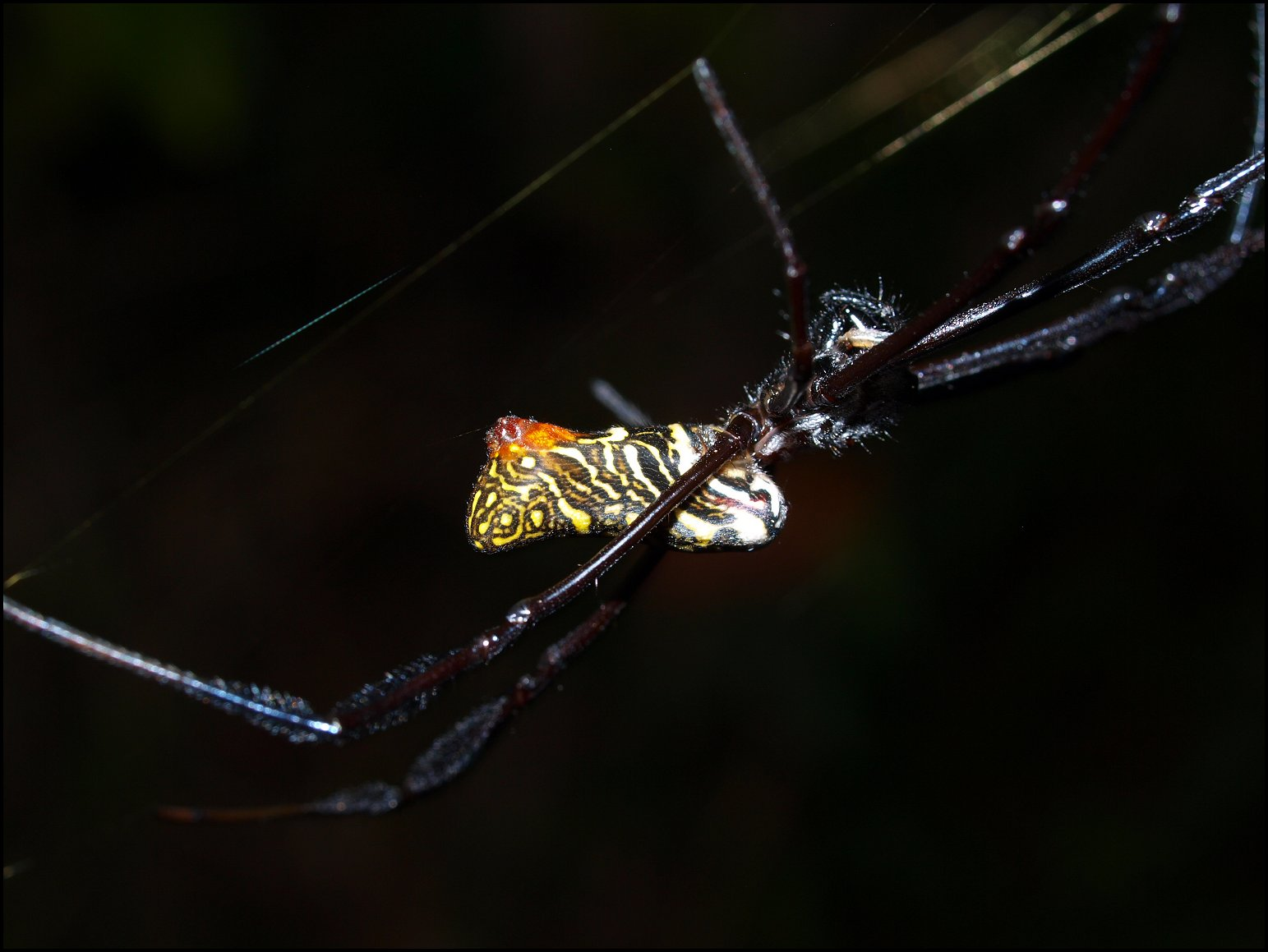
Fig.1 - Nephila comorana femelle en vue latérale gauche. Détails du corps et des appendices. N'Gouja, Mayotte.

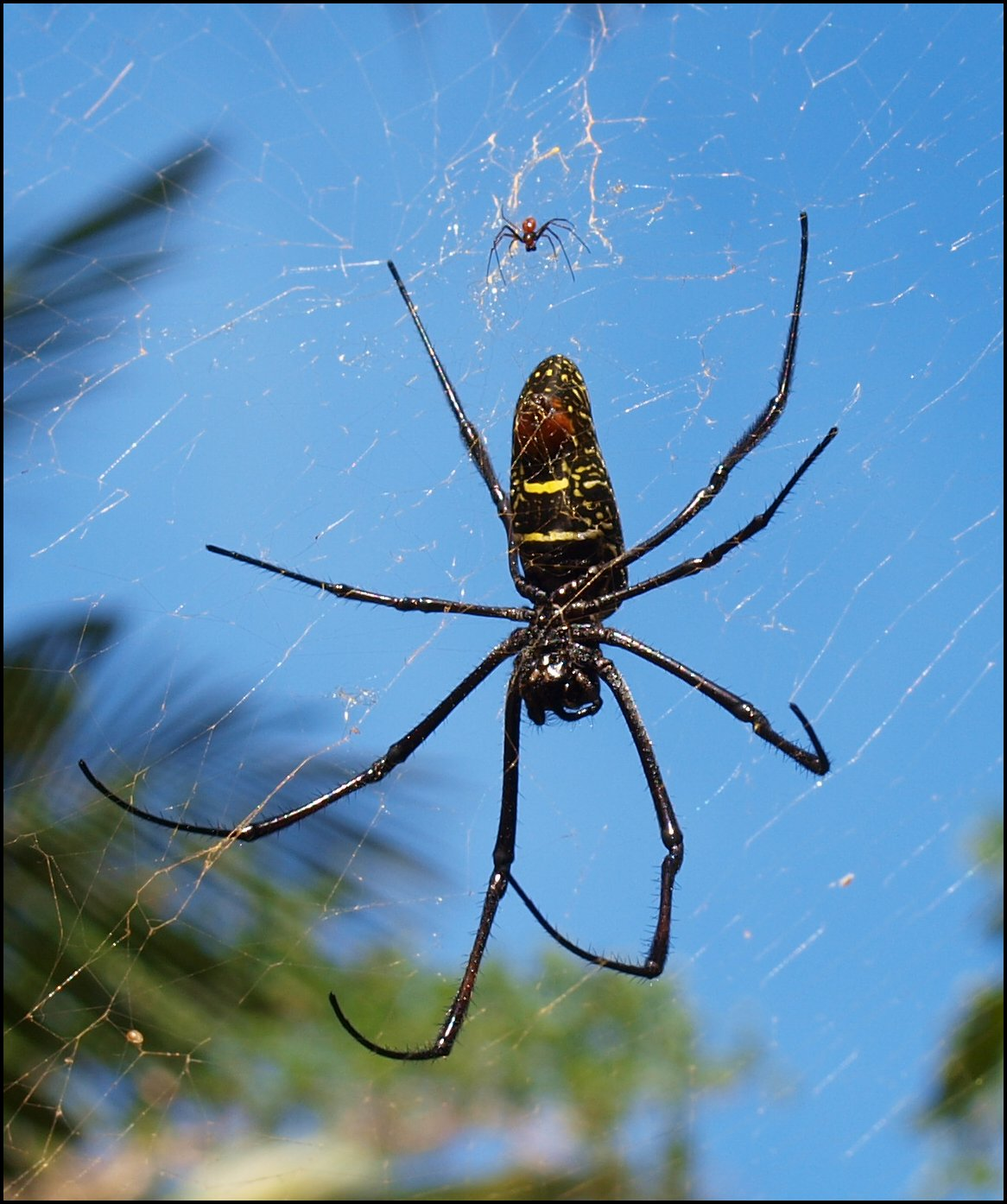
Fig.2 - Femelle de Nephila comorana en vue ventrale et mâle nain, au-dessus de l'extrémité de son abdomen. N'Gouja, Mayotte.

Cette néphile est la plus remarquable des araignées des Comores où elle ne peut passer inaperçue par sa taille, ses couleurs, un dimorphisme sexuel très marqué comme chez les autres espèces du genre et l'aspect spectaculaire de la toile. Elle ne doit pas être confondue avec Nephilingis livida qui partage les mêmes biotopes mais dont la morphologie et la toile sont bien différentes.

### Femelle
La femelle mesure 50 mm pour une envergure de 150 mm. Sa couleur fondamentale est noire, ainsi que celle des appendices (Fig.2).
Le prosome est lisse, dépourvu de soies sur sa face dorsale qui présente en revanche deux petites cornes centrales. Les pattes sont jaune-rougeâtre dans la partie médiane de leurs fémurs et tibias, ces derniers portant des manchons de poils, excepté sur la troisième paire (PIII).
L'abdomen est allongé, plus ou moins cylindrique, et surplombe en arrière la région rougeâtre des filières (Fig.1). Sa face dorsale, d'aspect bariolé, montre 3 ou 4 bandes transversales arquées, convexes vers l'avant, accompagnées de taches anguleuses séparées, toutes d'un beau jaune vif sur fond noir, sauf la plus antérieure qui est blanche (Fig.toxobox, Fig.1). Deux des bandes se rejoignent en "ceintures" sur la face ventrale (Fig.2). Les macules jaunes dorsales tendent parfois à se fusionner chez la femelle subadulte.

### Mâle
Le mâle de Nephila comorana est "nain" ou "pygmée" car beaucoup plus petit que la femelle. Long de 5 à 6 mm, il est brun-rougeâtre, sans ornementation particulière et pourvu de pédipalpes dont les bulbes copulateurs ont un très long style effilé caractéristique du genre Nephila. Comme chez d'autres espèces du même genre, l'embolus du style est dépourvu de "coiffe" ("palpal embolus cap"), son absence devant s'accompagner de celle d'un dimorphisme sexuel des glandes gnathocoxales,, à vérifier par une étude histologique.

## Comportement
Comme chez les autres espèces du même genre, la femelle de Nephila comorana tisse une grande toile en forme de "roue", donc orbiculaire, en soie dorée, avec des réseaux-barrière, une charpente, des radii et un moyeu excentré sur lequel se tient généralement l'araignée. L'édifice est souvent installé en hauteur (jusqu'à 2 m et plus). Il n'y a pas été observé de retraite ni de structure soyeuse ou pelotes en débris de proies pouvant évoquer un stabilimentum.
L'édifice peut héberger un ou plusieurs mâles "pygmées" (Fig.2), dans l'attente de l'accouplement lorsque la femelle sera devenue mâture.
Il est en outre habité régulièrement par de petites araignées cleptoparasites du genre Argyrodes, notamment Argyrodes zonatus et Argyrodes argyrodes. Une troisième espèce, l'endémique Argyrodes chounguii n'a été observée que sur des toiles de Cyrtophora.

## Systématique et taxinomie
Cette espèce a été décrite par Strand en 1916.

## Étymologie
Son nom d'espèce lui a été donné en référence au lieu de sa découverte, l'archipel des Comores.

## Publication originale
- Strand, 1916 : « Arachnologica varia, I-IX. » Archiv für Naturgeschichte, Abteilung A, vol. 81, no 11, p. 112-123.